# Santa Eulàlia de Begues
Santa Eulàlia és una ermita del segle xv dins del terme municipal de Begues. Edifici aïllat damunt d'un petit turó, de planta rectangular i cobert a dues vessants de teula àrab. La façana principal està orientada a sud-est i presenta la porta d'accés, de llindar pla i pedra picada als brancals i llinda. Hi ha un ull de bou amb motllures, espadanya i campanar. La façana oest té uns grans contraforts i la nord presenta un petit cos afegit. Hi ha constància documental per primera vegada el 1458. Aquesta ermita té el seu origen amb els eremites que hi havia al Puig de Santa Eulàlia, els segles XV-XVI. La primera referència de l'indret, és de l'any 1522, per una visita pastoral a Sant Cristophori. El 13 de gener de 1618, el bisbat va donar llicència per reedificar la capella de Santa Eulàlia. Una de les més importants reformes de l'edifici fou feta l'any 1832.